# Bogumił Šwjela

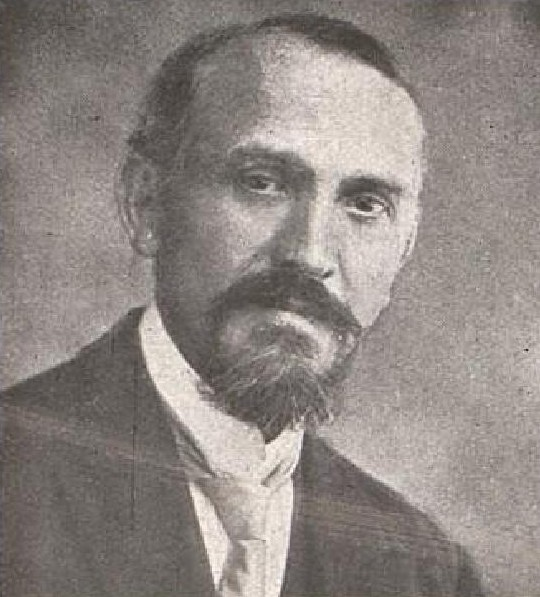
Bogumił Šwjela (1923)

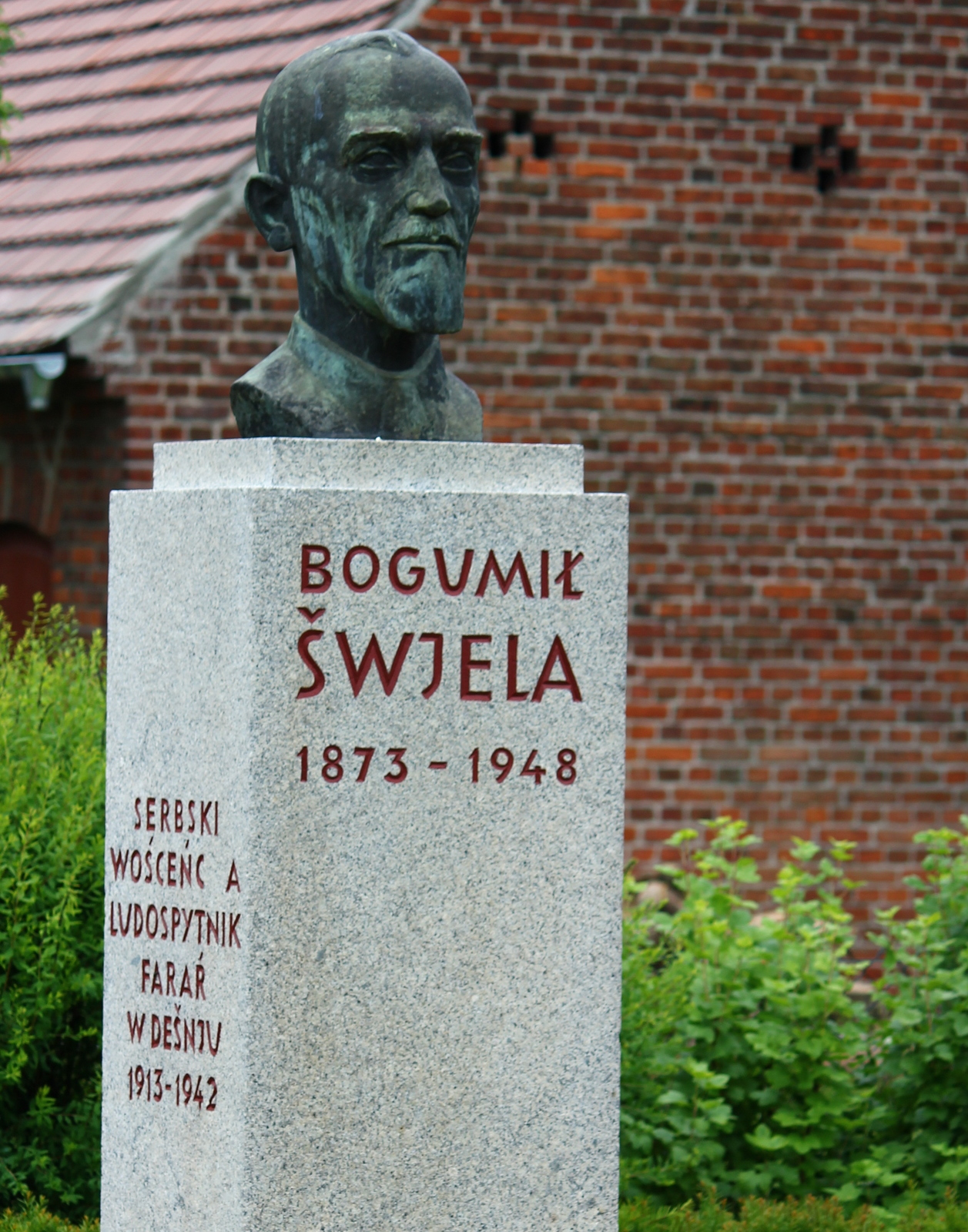
Büste gegenüber der Dorfkirche Dissen, wo Šwjela 28 Jahre lang als Pfarrer wirkte

Krystijan Bogumił Šwjela (deutsch Christian Gotthold Schwela, auch: Schwele; * 5. September 1873 in Schorbus bei Drebkau; † 20. Mai 1948 bei Naumburg) war ein evangelischer sorbischer Geistlicher in der Niederlausitz. Er wirkte auch als Sprachforscher und Publizist, war Vorsitzender der Maśica Serbska und Mitbegründer des sorbischen Dachverbands Domowina. Šwjela setzte sich für die Bewahrung der sorbischen Sprache und Kultur in der Niederlausitz ein.

## Leben
Bogumił Šwjelas Vater war der Schorbuser Kantor Kito Šwjela (1836–1922). Nachdem Šwjela 1898 sein Theologiestudium in Halle und Berlin abgeschlossen hatte, suchte er lange Zeit eine Stelle in der Niederlausitz. Seit 1904 war er als Hilfsgeistlicher an der Wendischen Kirche Cottbus tätig, wo er regelmäßig in niedersorbischer Sprache predigte.
Seine Ordination fiel in eine Zeit, als die Unterdrückung sorbischer Sprache und Kultur durch die preußischen Behörden ihren Höhepunkt erreichte. Der Wendisch-Unterricht am Cottbuser Friedrich-Wilhelm-Gymnasium wurde 1888 verboten und Anfang des 20. Jahrhunderts wurde auch der Religionsunterricht auf Sorbisch abgeschafft. Die älteren sorbischen Intellektuellen reagierten zunächst paralysiert. Šwjela, der sich der nationalbewussten Jungsorbischen Bewegung zugehörig fühlte, die sich seit 1891 etablierte, engagierte sich unter diesen ungünstigen Bedingungen intensiv für die kulturellen Belange der Sorben. Es kam deshalb zum Konflikt in der Cottbuser Kirchgemeinde, wo der Stadtpfarrer die Assimilierung der Sorben/Wenden betrieb. Šwjela musste die Stadt 1908 verlassen, weil er es abgelehnt hatte, die Predigten nur in deutscher Sprache abzuhalten. Er war dann einige Jahre als Vikar in Nochten tätig, ehe er 1913 das Pfarramt in Dissen erhielt.
Šwjela war Herausgeber für die niedersorbische Zeitungen und Zeitschriften Pratyja, Bramborski  Casnik und Woßadnik heraus, deren wichtigster Autor er selbst war. Er gründete die Reihe Serbska knigłownja (Sorbische Bücherei), in der er vor allem Lyrik, aber auch belletristische, religiöse und populärwissenschaftliche Werke verschiedener Autoren herausgab. 1906 und 1911 veröffentlichte Šwjela die beiden Teile seiner niedersorbischen Sprachlehre.
Šwjela gelang es in seiner Region, wieder junge Sorben für die nationale Kulturarbeit zu gewinnen. Er stärkte sie in ihrem Selbstbewusstsein, indem er Kontakte in die sorbischen Kerngebiete der Oberlausitz und nach dem Ersten Weltkrieg auch in die Tschechoslowakei unterhielt und vermittelte.
1912 war Šwjela Mitbegründer des sorbischen Dachverbands Domowina. Er schlug den Namen für den Verband vor und wurde auch zum Stellvertreter des Vorsitzenden gewählt. In der Zwischenkriegszeit sammelte Šwjela die sorbischen Flurnamen der Cottbuser Gegend und arbeitete an einem niedersorbischen Wörterbuch. Beide Werke konnten erst nach seinem Tod gedruckt werden. 1930 konnte Šwjela das Fest zum 50-jährigen Jubiläum der Maśica Serbska in Vetschau/Spreewald ausrichten.

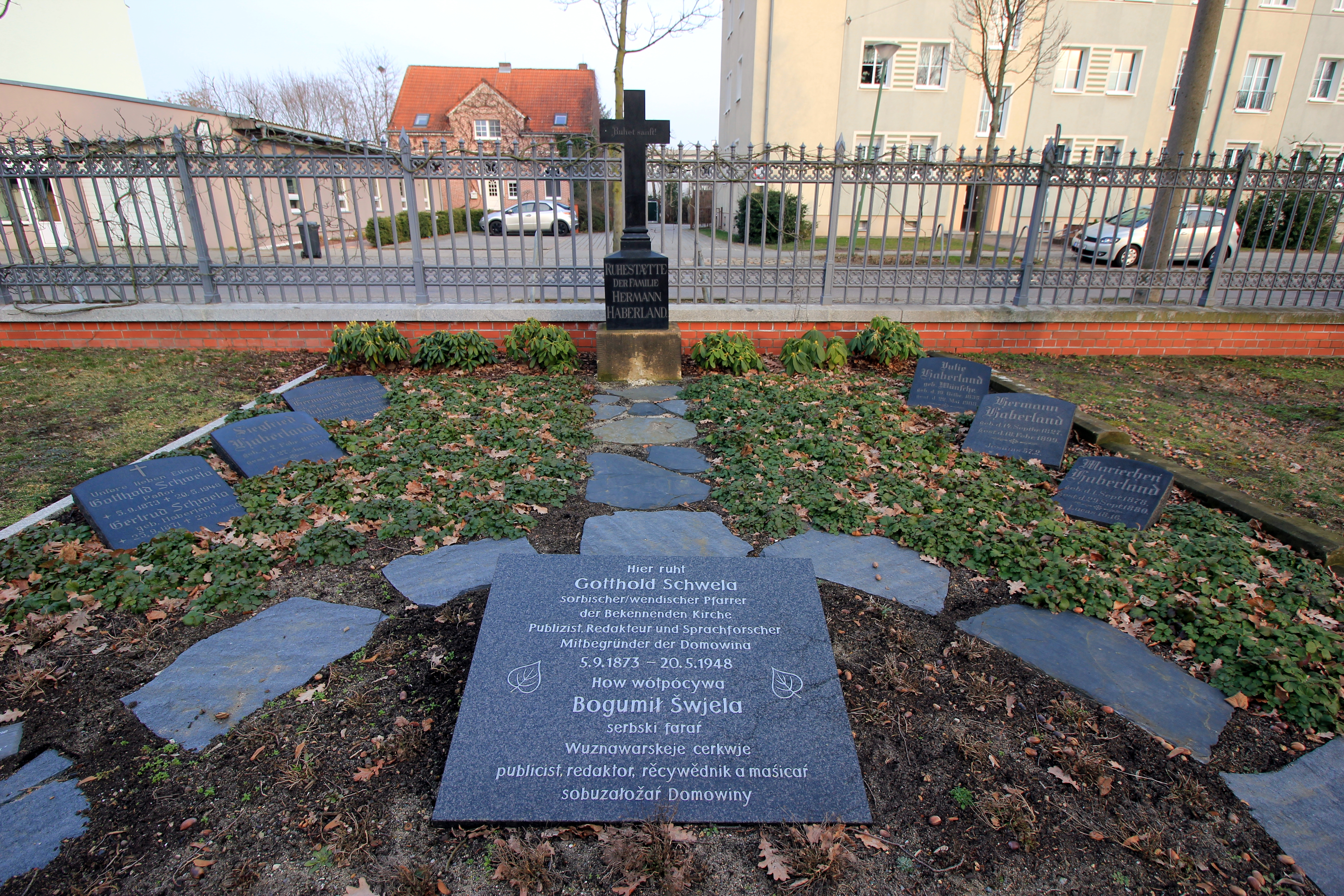
Familiengrab auf dem Cottbuser Nordfriedhof

Mit der Machtübergabe an die Nationalsozialisten verstärkte sich ab 1933 der Druck auf die slawische Minderheit in der Lausitz. Das Tätigkeitsverbot der Domowina 1937 leitete die Phase der offenen Verfolgung ein. Auch die meisten Publikationen in sorbischer Sprache durften nicht mehr erscheinen. Während in den meisten evangelischen Kirchgemeinden fortan keine oder nur noch sehr wenige sorbische Gottesdienste gehalten wurden, ließ sich Šwjela nicht einschüchtern. Er veranlasste in der Zeit des Nationalsozialismus, dass bei der Renovierung der Dissener Kirche auch die sorbischen Sprüche wieder auf die Emporen gemalt wurden. Bis 1941 predigte er in Dissen und Sielow auf Sorbisch, obwohl dies unerwünscht war. Deshalb wurde er zwangspensioniert und aus der Niederlausitz nach Rudolstadt verbannt. Auch in seinem Rudolstädter Exil engagierte sich Šwjela für die sorbische Sache. Gemeinsam mit früheren Weggefährten, wie der Publizistin Mina Witkojc und dem Maler Fritz Lattke, erarbeitete er wichtige Grundlagen für die Wiederbelebung der niedersorbischen Kultur in der Nachkriegszeit.
1946 war er an der Wiederbegründung des niedersorbischen Zweiges der Domowina beteiligt und seit 1947 war er Redakteur des niedersorbischen Nowy Casnik. Ehe er eine neue Wohnung in seiner Niederlausitzer Heimat fand und dort sein Werk fortsetzen konnte, verstarb Šwjela 1948 auf einer Eisenbahnfahrt von Rudolstadt nach Cottbus in der Nähe von Naumburg an einem Gehirnschlag.
In Cottbus, Stadtteil Neu Schmellwitz, wurde eine Straße nach Gotthold Schwela benannt.

## Werke
- Lehrbuch der niederwendischen Sprache. Teil 1: Grammatik. Heidelberg 1906; Teil 2: Übungsbuch. Cottbus 1911.
- Kurzes Lehrbuch der Oberwendischen Sprache. Bautzen 1913
- Evangelska wera mjes Sslowjanami. Bautzen 1915.
- Vergleichende Grammatik der ober- und niedersorbischen Sprache. Bautzen 1926
- Das Wendentum in der Niederlausitz und im Spreewald. Bautzen 1929
- Serbske praeposicyje. Pó hugronach z ludowych hust hobźěłane a zestajane. In: Časopis Maćicy Serbskeje. 1933/34.
- Deutsch-niedersorbisches Taschenwörterbuch. Domowina-Verlag, Bautzen 1953.
- Die Flurnamen des Kreises Cottbus. (= Deutsche Akademie der Wissenschaften zu Berlin. Veröffentlichungen des Instituts für Slawistik. Band 17). Akademie-Verlag, Berlin 1958.